# Нойенкирхен (Штайнфурт)
Нойенкирхен (нем. Neuenkirchen) — община в Германии, в земле Северный Рейн-Вестфалия.
Подчиняется административному округу Мюнстер. Входит в состав района Штайнфурт. Население составляет 13 774 человека (на 31 декабря 2010 года). Занимает площадь 48 км².